# Jamie Langenbrunner
Jamie Langenbrunner (né le 24 juillet 1975 à Cloquet dans le Minnesota aux États-Unis) est un joueur professionnel de hockey sur glace.

## Carrière en club
Langenbrunner commence sa carrière en jouant au hockey dans le championnat universitaire puis en 1993, il est choisi par les Stars de Dallas au cours du repêchage d'entrée dans la Ligue nationale de hockey au deuxième tour (35e choix au total).
La saison suivante, il joue dans la Ligue de hockey de l'Ontario pour les Petes de Peterborough avec qui il reste deux saisons durant lesquelles il inscrit 75 buts et 115 aides en 124 matchs. Lors de la seconde saison, il fait également ses débuts sur une patinoire de la LNH en jouant deux matchs avec la franchise de Dallas.
Il faut attendre la saison 1996-1997 de la LNH pour qu'il devienne un titulaire des Stars. Entre-temps, il partage son temps entre les Stars et les Wings de Kalamazoo de la Ligue internationale de hockey. En 1998-1999, il réalise de bonnes séries éliminatoires avec les Stars et gagne sa première Coupe Stanley.
Le 19 mars 2002, Langenbrunner et Joe Nieuwendyk prennent la direction des Devils du New Jersey en échange de Jason Arnott, Randy McKay et d'un choix de repêchage. En 2002-2003, il réalise sa meilleure saison avec 22 buts et 33 aides puis de très bonnes séries (meilleur buteur - 11 buts - et pointeur - 18 points - de l'équipe) qui se solde par une nouvelle Coupe Stanley. Le 1er juillet 2006, il signe une prolongation de contrat avec les Devils, pour cinq ans et 2,8 millions de dollars par an. Il est aussi nommé à la fin de novembre 2007 capitaine des Devils. En janvier 2011, il retourne jouer à Dallas contre un choix de repêchage.

## Statistiques
| Saison     | Équipe                | Ligue      |       | Saison régulière | Saison régulière | Saison régulière | Saison régulière | Saison régulière |    | Séries éliminatoires | Séries éliminatoires | Séries éliminatoires | Séries éliminatoires | Séries éliminatoires |
| Saison     | Équipe                | Ligue      | PJ    | B                | A                | Pts              | Pun              | PJ               | B  | A                    | Pts                  | Pun                  |                      |                      |
| 1993-1994  | Petes de Peterborough | LHO        | 62    | 33               | 58               | 91               | 53               | 7                | 4  | 6                    | 10                   | 2                    |                      |                      |
| 1994-1995  | Petes de Peterborough | LHO        | 62    | 42               | 57               | 99               | 84               | 11               | 8  | 14                   | 22                   | 12                   |                      |                      |
| 1994-1995  | Stars de Dallas       | LNH        | 2     | 0                | 0                | 0                | 2                | -                | -  | -                    | -                    | -                    |                      |                      |
| 1994-1995  | Wings de Kalamazoo    | LIH        | -     | -                | -                | -                | -                | 11               | 1  | 3                    | 4                    | 2                    |                      |                      |
| 1995-1996  | K-Wings du Michigan   | LIH        | 59    | 25               | 40               | 65               | 129              | 10               | 3  | 10                   | 13                   | 8                    |                      |                      |
| 1995-1996  | Stars de Dallas       | LNH        | 12    | 2                | 2                | 4                | 6                | -                | -  | -                    | -                    | -                    |                      |                      |
| 1996-1997  | Stars de Dallas       | LNH        | 76    | 13               | 26               | 39               | 51               | 5                | 1  | 1                    | 2                    | 14                   |                      |                      |
| 1997-1998  | Stars de Dallas       | LNH        | 81    | 23               | 29               | 52               | 61               | 16               | 1  | 4                    | 5                    | 14                   |                      |                      |
| 1998-1999  | Stars de Dallas       | LNH        | 75    | 12               | 33               | 45               | 62               | 23               | 10 | 7                    | 17                   | 16                   |                      |                      |
| 1999-2000  | Stars de Dallas       | LNH        | 65    | 18               | 21               | 39               | 68               | 15               | 1  | 7                    | 8                    | 18                   |                      |                      |
| 2000-2001  | Stars de Dallas       | LNH        | 53    | 12               | 18               | 30               | 57               | 10               | 2  | 2                    | 4                    | 6                    |                      |                      |
| 2001-2002  | Stars de Dallas       | LNH        | 68    | 10               | 16               | 26               | 54               | -                | -  | -                    | -                    | -                    |                      |                      |
| 2001-2002  | Devils du New Jersey  | LNH        | 14    | 3                | 3                | 6                | 23               | 5                | 0  | 1                    | 1                    | 8                    |                      |                      |
| 2002-2003  | Devils du New Jersey  | LNH        | 78    | 22               | 33               | 55               | 65               | 24               | 11 | 7                    | 18                   | 16                   |                      |                      |
| 2003-2004  | Devils du New Jersey  | LNH        | 53    | 10               | 16               | 26               | 43               | 5                | 0  | 2                    | 2                    | 2                    |                      |                      |
| 2004-2005  | ERC Ingolstadt        | DEL        | 11    | 2                | 2                | 4                | 22               | 11               | 1  | 6                    | 7                    | 6                    |                      |                      |
| 2005-2006  | Devils du New Jersey  | LNH        | 80    | 19               | 34               | 53               | 74               | 9                | 3  | 10                   | 13                   | 16                   |                      |                      |
| 2006-2007  | Devils du New Jersey  | LNH        | 82    | 23               | 37               | 60               | 64               | 11               | 2  | 6                    | 8                    | 7                    |                      |                      |
| 2007-2008  | Devils du New Jersey  | LNH        | 64    | 13               | 28               | 41               | 30               | 5                | 0  | 4                    | 4                    | 4                    |                      |                      |
| 2008-2009  | Devils du New Jersey  | LNH        | 81    | 29               | 40               | 69               | 56               | 4                | 2  | 1                    | 3                    | 2                    |                      |                      |
| 2009-2010  | Devils du New Jersey  | LNH        | 81    | 19               | 42               | 61               | 44               | 5                | 0  | 1                    | 1                    | 4                    |                      |                      |
| 2010-2011  | Devils du New Jersey  | LNH        | 31    | 4                | 10               | 14               | 16               | -                | -  | -                    | -                    | -                    |                      |                      |
| 2010-2011  | Stars de Dallas       | LNH        | 39    | 5                | 13               | 18               | 29               | -                | -  | -                    | -                    | -                    |                      |                      |
| 2011-2012  | Blues de Saint-Louis  | LNH        | 70    | 6                | 18               | 24               | 32               | 9                | 1  | 0                    | 1                    | 11                   |                      |                      |
| 2012-2013  | Blues de Saint-Louis  | LNH        | 4     | 0                | 1                | 1                | 0                | -                | -  | -                    | -                    | -                    |                      |                      |
| Totaux LNH | Totaux LNH            | Totaux LNH | 1 109 | 243              | 420              | 663              | 837              | 146              | 34 | 53                   | 87                   | 138                  |                      |                      |

## Carrière internationale
Langenbrunner a représenté les États-Unis au cours des Jeux olympiques d'hiver de 1998 à Nagano au Japon. L'équipe perd en quart-de-finale contre les Tchèques.